# Chợ Long Hoa
Chợ Long Hoa hay Trung tâm thương mại Long Hoa được xem là trung tâm giao thương, ngôi chợ lớn nhất của tỉnh Tây Ninh. Chợ tọa lạc tại phường Long Hoa, thị xã Hòa Thành. Ngôi chợ nằm ngay trung tâm của thị xã Hòa Thành với 4 mặt tiền đường Huỳnh Văn Mừng với 8 hướng tiếp cận, cách Tòa Thánh Tây Ninh 3 km về phía Nam, núi Bà Đen 18 km về phía Tây Nam.
Chợ Long Hoa còn là biểu tượng cho sự phồn thịnh Tây Ninh, niềm tự hào của đạo Cao Đài. Cụm từ Long Hoa được cho là xuất phát từ thời kỳ khai mở Hội Long Hoa do Di-lặc làm chủ khảo, đây là kỳ thi phát xét cuối cùng để phong Phật vị.

## Lịch sử
Do số tín đồ Cao Đài từ khắp các tỉnh đổ dồn về vùng Thánh Địa Cao Đài lập nghiệp càng ngày càng đông, nên ngày 12 tháng 11 năm Nhâm Thìn (nhằm ngày 28 tháng 12 năm 1952 dương lịch) Hộ pháp Phạm Công Tắc cho khởi công xây dựng chợ Long Hoa theo vị trí và bản vẽ của ông để tín đồ Cao Đài có nơi buôn bán làm ăn. Ban đầu chợ được xây dựng với bốn dãy nhà bằng cây và được lợp mái ngói. Mặt chính của tòa nhà có ghi chữ "Long Hoa Thị". Ngoài ra, còn có một tuyến đường theo hướng Bắc Nam chia chợ ra làm hai bên và dẫn về hướng Quốc lộ 22 ngày nay. Phía Bắc chợ là Báo Quốc Từ – nơi thờ cúng các vị vua Hùng của tín đồ Cao Đài; phía bên phải là sân vận động và bên trái là trường cùng dinh quận Phú Khương. Sau đó, chợ được xây lại với bốn dãy nhà hình chữ thập tượng trưng cho tứ tượng trên một diện tích đất hình vuông, bao bọc bởi tám cửa, tứ phương tám hướng với:
- Cửa 1 – Chạy về phía Tòa Thánh Tây Ninh.
- Cửa 3 – Chạy về Từ Lâm Tự.
- Cửa 5 – Chạy về Thành phố Hồ Chí Minh.
- Cửa 7 – Hướng về Trí Huệ Cung, một kiến trúc của đạo Cao Đài.

Mỗi cửa được cho mang ý nghĩa "Thái Cực sanh Lưỡng Nghi, Âm Dương sanh Tứ Tượng; Tứ Tượng sanh Bái Quát; Bát Quái sanh ra Càng Khôn Vũ Trụ". Xung quanh chợ cũng có kiến trúc độc đáo theo dạng vuông vức hình bàn cờ.
Năm 2002 với mong muốn đưa chợ thành trung tâm thương mại, chợ đã được thi công xây dựng giai đoạn 1 với hai phân khu A-B Đến tháng 10 năm 2004, chợ đã đưa vào khai thác tầng hầm, tầng trệt và tầng lầu. Riêng còn hai phân khu C-D chưa được xây dựng. Ngày 26 tháng 7 năm 2017, Công ty Cổ phần Xây dựng và Phát triển Đô thị Tây Ninh thuộc Tập đoàn Hoàng Quân làm chủ đầu tư đã quyết định khởi công xây dựng lại chợ với hai phân khu C-D. Đến sáng ngày 21 tháng 1 năm 2019, hai phân khu còn lại là khu C-D đã được khánh thành.

## Cấu trúc

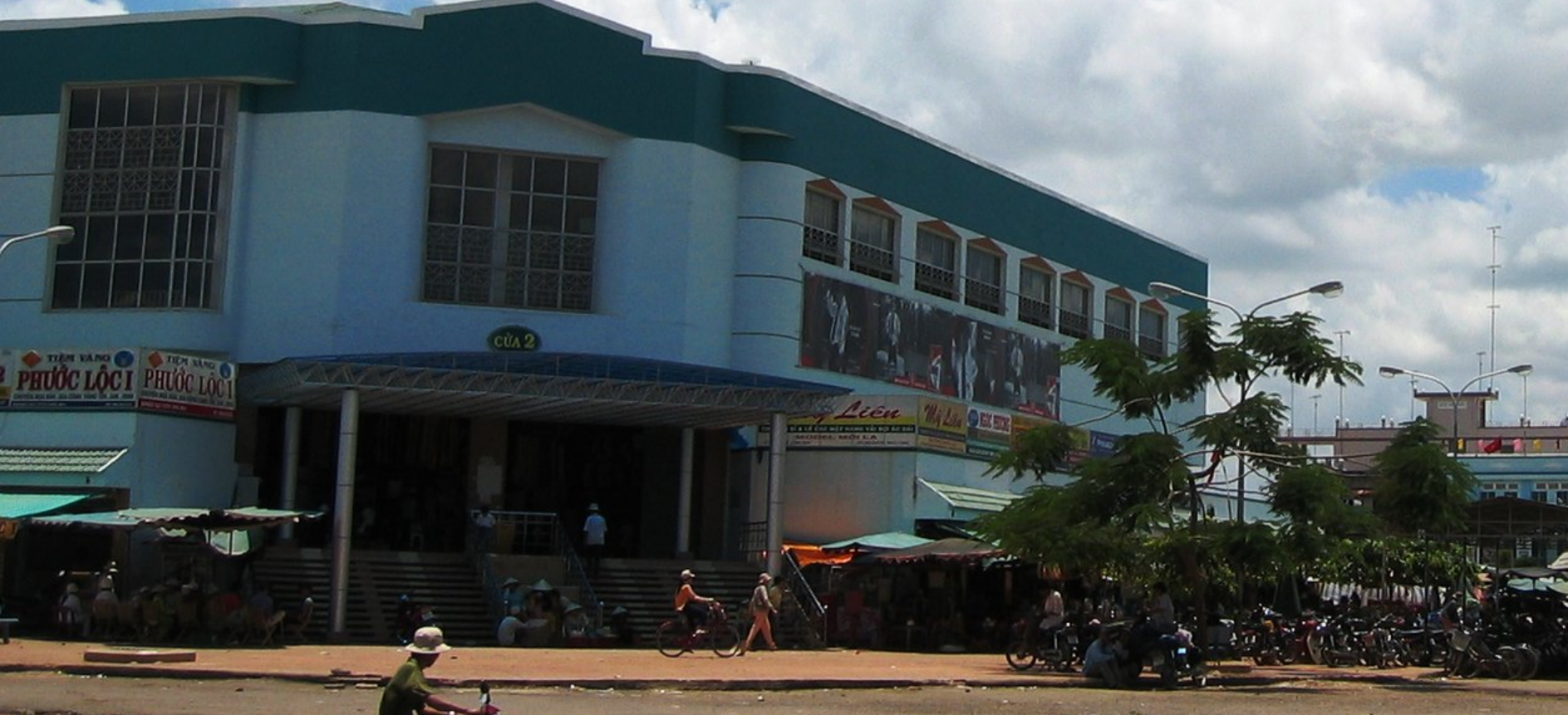
Cửa số 2 của TTTM Long Hoa.

Chợ Long Hoa nằm trên một lô đất hình vuông; gian chính của chợ là một căn nhà hình chữ thập; xung quanh chợ có tám cửa. Từ trên nhìn xuống, khu chợ giống như một Bát Quái Đồ.
Dự án được xây dựng trên khu đất có diện tích 22.092m² bao gồm 1 tầng hầm và 3 tầng nổi với 1.200 sạp, ki-ốt (diện tích lên tới 25m²) với những phân khu như: khu hàng gia dụng, khu đồ lưu niệm, điện máy, trang sức, khu vui chơi, giải trí,... Khu tầng hầm của chợ với bãi giữ xe tối đa 1.200 xe máy.

## Hoạt động kinh tế
Chợ là một trung tâm sầm uất nhất tỉnh Tây Ninh, nơi tiêu thụ số lượng lớn hàng hóa từ các tỉnh lân cận. Đặc biệt, nơi đây có bán khá nhiều loại thức ăn chay phục vụ nhu cầu của người dân theo đạo Cao Đài. Do ở vị trí nằm trên đường đi Thành phố Hồ Chí Minh nên du khách trong và ngoài nước thường ghé sang chợ, hoạt động kinh tế trở nên sầm uất, đóng góp một phần rất lớn cho ngân sách của tỉnh.
Khu chợ còn quy hoạch một khu riêng biệt chuyên bán đặc sản của địa phương như: muối tôm, bánh tráng phơi sương, bánh tráng mè, các món ăn chay đặc trưng của đạo Cao Đài.